# Seznam belgijskih kemikov
Seznam belgijskih kemikov.

## B
- Leo Hendrik Baekeland (1863 – 1944)

## C
- Paul Bernard Coremans (1908 – 1965)

## L
- Jean-Claude Lorquet

## P
- Ilya Prigogine  (rusko-belgijski)

## S
- Ernest Solvay
- Jean Stas